# Fairview (Tennessee)
Pour les articles homonymes, voir Fairview.
Fairview est une municipalité américaine située dans le comté de Williamson au Tennessee. Lors du recensement de 2010, sa population est de 7 720 habitants.

## Géographie
Selon le Bureau du recensement des États-Unis, la municipalité s'étend en 2010 sur une superficie de 16,92 milles carrés (43,82 km2), dont 0,03 milles carrés (0,08 km2) d'étendues d'eau. Elle est située dans la banlieue sud de Nashville, ville à laquelle elle est reliée par la State Highway 100.

## Histoire
D'abord appelée Jingo, la ville est renommée en raison de la « jolie vue » (en anglais : fair view) qu'elle donne sur les alentours. Elle devient une municipalité le 28 juillet 1959.

## Démographie
La population de Fairview est estimée à 8 529 habitants au 1er juillet 2016.
Le revenu par habitant était en moyenne de 24 598 dollars par an entre 2012 et 2016, en-dessous de la moyenne du Tennessee (26 019 dollars) et de la moyenne nationale (29 829 dollars), malgré un revenu médian par foyer supérieur (60 200 dollars contre 46 574 et 55 322 dollars). Sur cette même période, 8,7 % des habitants de Fairview vivaient sous le seuil de pauvreté (contre 15,8 % dans l'État et 12,7 % à l'échelle des États-Unis).